# 14360 Іпатов
14360 Іпатов (14360 Ipatov) — астероїд головного поясу, відкритий 13 лютого 1988 року.
Тіссеранів параметр щодо Юпітера — 3,100.